# Barrie
Barrie je město ve střední části kanadské provincie Ontario. Leží na břehu zátoky Kempenfelt Bay jezera Lake Simcoe. Podle sčítání obyvatel v roce 2016 mělo Barrie 157 501 stálých obyvatel a aglomerace města je jednou z nejrychleji rostoucích v celé Kanadě. Populace v roce 1846 byla jen 500 obyvatel.
První usedlíci se usadili na místě na koneci války, roku 1812. Obec byla založena roku 1854, městys 1870, a městem je Barrie od roku 1959. Jméno Barrie město obdrželo v roce 1833 kdy bylo pojmenováno po veliteli kanadských námořních sil, Robertovi Barriem.
Stejně jako ostatní části jižního Ontaria, Barrie má vlhké kontinentální klima (Köppen klimatická klasifikace Dfb), s teplými, vlhkými léty a chladnými zimami.

## Ekonomika
Ve městě existuje mnoho výrobních firem a společností zaměřených na služby. Barrie je částečně považováno za bydlící komunitu pro lidi kteří dojíždějí pracovat do Toronta, které je vzdálené 90 km na jih od města. GO Transit spojuje město s oblastí Toronta prostřednictvím denního vlakového provozu podél Barrie linky.
Významnou roli v ekonomice města hraje turistika, zvlášť historické centrum města a pobřeží. Turistický ruch ožívá ve městě hlavně v letních měsících kdy se na krásných plážích pořádaji různé festivaly. V zimních měsících dochazí k výraznému sněžení diky blízkosti Velkých jezer což je vhodné pro zimní rekreační aktivity jako lyžování, snowboarding, snowtubing, ježdění na sněžných skútrech či rybolov na ledě.
V blízkosti Barrie se nachází základna kanadské armády.

## Osobnosti města
- Mike Gartner
- John Madden